# Blåmåndagen
Blåmåndagen, även blå måndag eller svart måndag, är ursprungligen måndagen efter fastlagssöndagen men numera kallas även, något felaktigt, måndagen i stilla veckan (efter palmsöndagen) för blåmåndag. Blåmåndag kallas även bull-, fläsk- eller korvmåndagen. 
Namnet kommer från tyskans "Blauer Montag", kanske från den tid då man under fastlagen klädde (sydtyska) kyrkor i blått. Eftersom fastlagstiden var en tid med karnevaler och upptåg, övergick snart betydelsen till att bli "arbetsfri dag". Förr tog sig gärna hantverkargesällerna ledigt på måndagarna, så kallad frimåndag, något som med skråordningen av år 1669 förbjöds. Antalet 
frimåndagar varierade under medeltiden beroende på plats och skråtillhörighet; exempelvis hade tunnbindare i Malmö rätt till fyra frimåndagar per år, medan skräddare i Odense erhöll en frimåndag om året.
En tradition i Bohuslän var att sota skorstenarna vita och fina på svarta måndagen.
En tradition i Skåne var leken att slå katten ur tunnan. Det förekom även andra lekar och dans. Drängar och pigor hade frimåndag.
I norskan och danskan har ordet blåmåndag betydelsen "arbetsfri dag". I Finland förekommer flera olika benämningar på måndagen. I Österbotten kallas den för mulimåndag (mulen måndag) och kråkmåndag. I Nyland för frimåndag och blåmåndag. I Åboland för mulimåndag och blåmåndag.
Islänningarna äter traditionellt fastlagsbullar på bullmåndagen. Tidigare serverades fastlagsbullarna i södra Sverige också den dagen.